# Hexaprotodon
Hexaprotodon – rodzaj wymarłych ssaków z rodziny hipopotamowatych (Hippopotamidae).

## Charakterystyka
Przedstawiciele tego rodzaje zamieszkiwali Azję. Posiadali 3 pary siekaczy, od których pochodzi nazwa rodzajowa.

## Systematyka

### Etymologia
- Hexaprotodon: gr. ἑξ hex ‘sześć’; πρωτος prōtos ‘pierwszy, przed’; πρωτος prōtos ‘pierwszy, przed’; οδους odous, οδοντος odontos ‘ząb’[4].
- Potamotherium: gr. ποταμος potamos ‘rzeka’; θηριον thērion ‘dzike zwierzę’, od θηρ thēr, θηρος thēros ‘zwierzę’[5].

### Podział systematyczny
Do rodzaju należały następujące gatunki: 
- Hexaprotodon bruneti Boisserie & T.D. White, 2004
- Hexaprotodon garyam Boisserie, Likius, Vignaud & Brunet, 2005
- Hexaprotodon hipponensis (Gaudry, 1876)
- Hexaprotodon imaguncula (Hopwood, 1926)
- Hexaprotodon pantanellii (Joleaud, 1920)
- Hexaprotodon sahabiensis Gaziry, 1987
- Hexaprotodon sivajavanicus Dubois, 1908
- Hexaprotodon sivalensis (Falconer & Cautley, 1836)